# Jesus uppå korset stod
Jesus uppå korset stod är en passionspsalm av Johann Böschenstein (1472–1540), "Da Jesus an dem Kreuze stund", publicerad i Michael Vehes Gesang-Buch 1537. Psalmen kan också vara en översättning av en latinsk psalm, "Stabat ad lignum crucis" av Peter Bolandus, detta är dock ifrågasatt. Vem som står för den svenska texten är okänt. Psalmen har 12 verser.
Psalmen inleds 1695 med orden:
Jesu uppå korset stod
Honom förlop hans helga blodh
Hans såår giorde honom stor pina 
Siu ord han talade i samma stund
Them behålt i tankar tina

## Publicerad i
- Göteborgspsalmboken under rubriken "Om Christi Lijdande".[2]
- Nr 149 i 1695 års psalmbok under rubriken "Om Christi pino och dödh".